# Thimo von Hermannsgrün
Thimo von Hermannsgrün, auch Thyme o. ä., war ein leitender kursächsischer Beamter. Er war Hauptmann der Ämter Voigtsberg und Plauen im Vogtland.

## Leben und Wirken
Er stammte aus dem sächsischen Adelsgeschlecht von Hermannsgrün auf Thoßfell und trat vor 1477 in den Dienst der sächsischen Wettiner. Kurfürst Ernst von Sachsen und dessen Bruder Albrecht übertrugen ihm zahlreiche Aufgaben, so vertrat er sie beispielsweise 1482 auf dem Tag zu Eger oder beim Vertragsabschluss mit dem Kurfürsten von Brandenburg Albrecht Achilles bei der Schlichtung der Streitigkeiten um die Ämter Voigtsberg, Plauen und Hof.